# Ridge
Ridge é uma comunidade não incorporada no condado de Carter, estado do Montana, nos Estados Unidos. 
Fica situada a 24 quilómetros de Boyes

## Clima
De acordo com a classificação climática de Köppen-Geiger, Ridge tem um clima semiárido.